# Канонаме за селата битолски
Канонаме за селата битолски санки закон за чифлигарите и чифчиите що сет под по'ела Битолска (в оригинал Κανοναμε ζα σελατα Μπιτωλσκοι σανκι ζακον ζα τζιφλιγαριτε ι τζιφτζιοιτε στο σετ ποτ ποελα Μπιτολσκα) е османски закон от 25 юли 1851 година, предназначен да регулира чифликчийските отношения в Битолския вилает. Законът е отпечатан на 2 август 1851 година на битолски говор с гръцки букви през 1852 година в град Солун, вероятно в печатницата на Киряк Държилов. Законът е важен източник на обществено-политическите и икономическите отношения в Битолския вилает в средата на XIX век, а българският му превод има важно значение за историческата диалектология на българския език.
Сборникът е част от серията закони на Танзимата, целящи подобрение на цялостното икономическо положение на поданиците на империята, страдащи от корупцията в администрацията. За целта в Македония и Албания е изпратен Саами паша. В Солун пашата устно и писмено съобщава разпоредбите на правителството пред управляващите и пред свиканите от областта представители на народа. Разпоредбите за битолските села са отпечатани на 2 август 1851 година на български – езика на мнозинството в областта. Законът предхожда Саферската уредба от 1859 година и Лесковацкия закон от 1860 година, които също се занимават с чифликчийските отношения.
Текстът на закона е публикуван от Любомир Милетич в „Сборник за народни умотворения, наука и книжнина“, книга XV, София, 1898, стр. 356–389. Стилът на текста е тежък и понякога мисълта е трудна за проследяване. Текстът е изпълнен с турцизми и персизми, както и с вече отмрели диалектизми.
Параграф 7 на закона в оригинала с гръцки букви и с кирилица:
| „ | Σελιάνιτε νὰ σέλατα ἰ τζιφλίτζιτε ὁτ κάζατα νὰ μεμλέκετοτ Μπίτολσκι (Ῥούμελι ἀγιαλετί), ζὰ κόλκου πάροι ἴμαατ κρένατοι νά ζαεμ μνόγου ἡ μάλου ἰ ζὰ κόλκου μοῦ πάδνιτ ἴχτιζα δὰ ζέματ νά ζαεμ ὁτ σέγα βάμο, κιά δάβατ φάϊδε ζά τίε ὄσουμ νὰ στότο ζὰ ΄γοδινα βρέμε. φάϊδε νὰ φάϊδε νὲ ἴε δέξανο ἴτζ δὰ σὲ ΄δάατ, σάνκι φάϊδε νὰ φάϊδε ΄δὰ νὲ σὲ ῥάποτᾳτ. ἄμα ἄκο νέκοϊ μαμελέτζια στόριτ ΄δάβια ἰ ΄πόπαρατ φάϊδε πόεκε ὁτ ὄσουμ νὰ στότο ζά ΄γοδίσανο βρέμε, κόϊ στὸ ΄δὰ πίδιτ μαμελετζίατα ΄δὰ νὲ μοῦ σὲ σλόυσατ ΄δαβίατα. σὸ ἔδεν σπὸρ ἔδνα πάρα ὄτ ὄσοθμ νὰ στότου πόεκε ΄δὰ νὲ σὲ ΄δάατ. Селя̀ните на сѐлата и чифлѝците от ка̀зата на мемлѐкетот Бѝтолски (Румели аялетѝ), за ко̀лку па̀ри ѝмаат крѐнати на̀ заем мно̀гу и ма̀лу и за ко̀лку му па̀днит ѝхтиза да зѐмат на̀ заем от сѐга ва̀мо, кя да̀ват фа̀йде за тие о̀сум на сто̀то за го̀дина врѐме; фа̀йде на фа̀йде нѐ йе дѐксано ич да се да̀ат, са̀нки фа̀йде на фа̀йде да не се ра̀ботат; ама а̀ко нѐкой мамелѐджия сто̀рит да̀вия и по̀барат фа̀йде по̀еке от о̀сум на сто̀то за годѝнашно врѐме, кой що да бидит мамеледжѝята, да нѐ му се слу̀шат давѝята; со ѐден сбор ѐдна па̀ра от о̀сум на сто̀ту по̀еке да нѐ се да̀ат. | “ |